# European Le Mans Series

Logo der Le Mans Series

Die European Le Mans Series (ELMS) ist eine vom Automobile Club de l’Ouest organisierte Langstreckenrennserie, die seit 2004 nach den Regeln und Richtlinien der 24 Stunden von Le Mans angelehnt ist. Bis einschließlich 2005 firmierte die Meisterschaft unter dem Namen Le Mans Endurance Series (kurz auch LMES) und von 2006 bis 2011 als Le Mans Series (kurz auch LMS).

## Meisterschaft
Die European Le Mans Series wurde zunächst als Meisterschaft über 1000-km-Läufe ausgetragen. Selten wurden auch Meisterschaftsläufe mit größeren Distanzen und Zeitabschnitten absolviert. So zum Beispiel 2007 die 1000 Meilen der Mil Milhas und 2010 acht Stunden auf dem Circuit Paul Ricard. Seit 2013 wurde die Renndistanz auf 3 Stunden begrenzt. Wie im Langstreckenbereich üblich fahren gleichzeitig mehrere Rennklassen in einem Rennen. Die Wertung der Rennen wird für jede Klasse separat vorgenommen und ist unabhängig von anderen Klassen. Jeweils die schnellsten drei Fahrerpaarungen einer Klasse nehmen nach den Rennen an einer Siegerehrung teil. Die Klasseneinteilungen der European Le Mans Serie basiert auf den 24 Stunden von Le Mans ist um eine Markenpokalklasse und der Gruppe GT3 ergänzt und verzichtet im Gegenzug auf die leistungsstärkere Prototypen-Kategorie LMP1.
- LMP2 (Le-Mans-Prototypen 2): Sportwagen mit serienbasierenden Motoren
- LMP3 (Le-Mans-Prototypen 3): Ersetzt die LMPC die 2013 abgeschafft wurde. Bis jetzt haben nur Ginetta, Onroak und Oreca ein LMP3 im Angebot für Privatteams und es wird einen einheitlichen Motor von Nissan geben. Ab 2015 im Rennbetrieb der ELMS und der Asian Le Mans Series.
- GTE (Gran Turismo Endurance): serienbasierende Sportwagen mit mehr aerodynamischen Freiheiten und Einschränkungen bei der Fahrerwahl
- GTC (Gran Turismo Challenge): serienbasierende Sportwagen mit weniger aerodynamischen Freiheiten und Einschränkungen bei der Fahrerwahl

Aufgrund der Rennlänge sind auf ein Fahrzeug mehrere Fahrer gemeldet, die sich während des Rennens regelmäßig abwechseln. Ein Fahrerwechsel ist nicht Pflicht, jedoch darf keine Person mehr als 1,5 Stunden im Fahrzeuge verbringen. Da ein Rennen üblicherweise drei Stunden andauert, ist ein Fahrerwechsel unumgänglich. In der Regel fahren pro Rennen zwei bis drei Fahrer ein Auto. Punkte werden an alle Fahrer vergeben. Neben der Fahrerwertung existiert noch eine Teamwertung, da Teams mit ein oder zwei Wagen antreten, werden die Punkte für jedes Fahrzeug einzeln gewertet.

## Geschichte

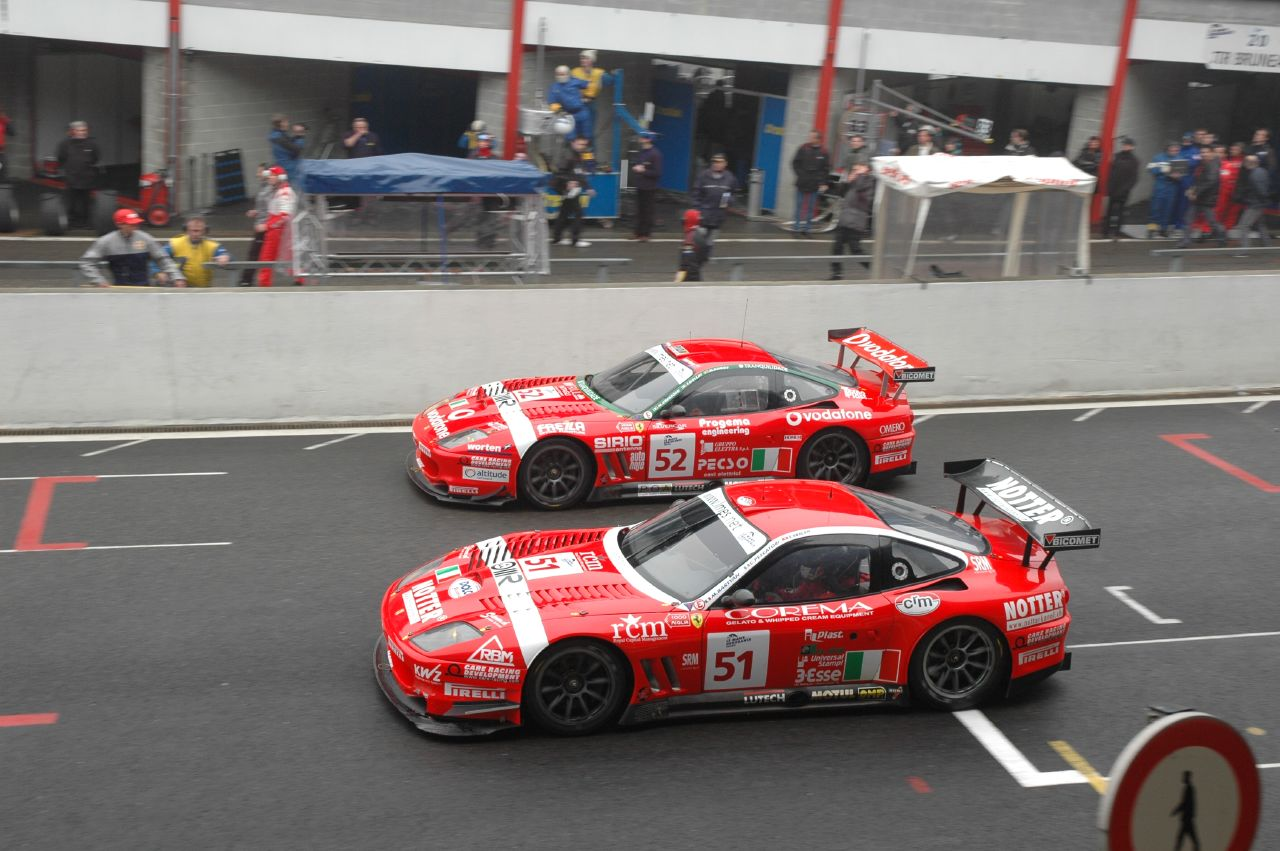
Zwei Ferrari 550 während des 1000-km-Rennen in Spa 2005

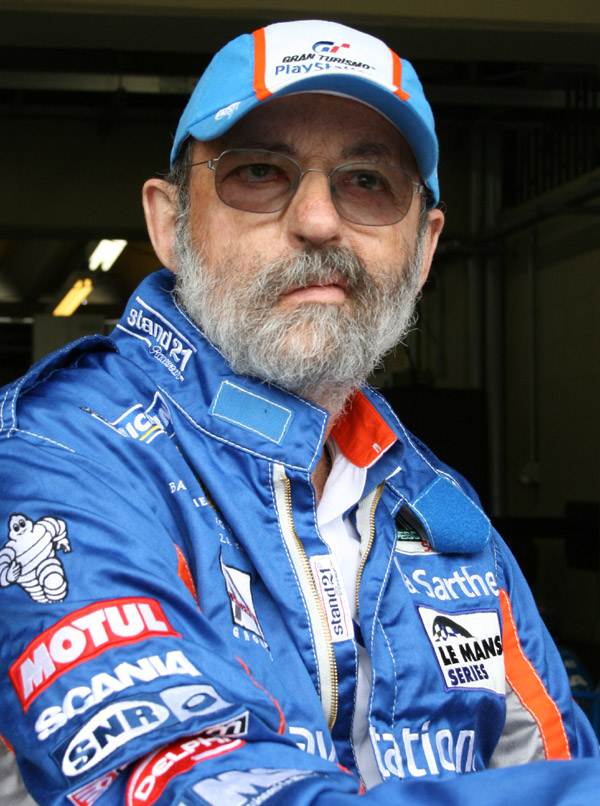
Teameigner Henri Pescarolo während der Mil Milhas 2007

Ausgangspunkt der Serie ist das seit 1923 jährlich ausgetragene Langstreckenrennen von Le Mans. Als Teil der FIA Sportwagen-Weltmeisterschaft seit 1953 entwickelte sich das Rennen zum Höhepunkt der Saison. Mit dem Abgang der Weltmeisterschaft 1992 fehlte dem Rennen eine Begleitserie, die durch die Einführung der American Le Mans Series von Don Panoz nur teilweise ausgeglichen werden konnte. Nachdem sich die American Le Mans Series erfolgreich hatte etablieren können, versuchte Don Panoz 2001, ein europäisches Pendant auf die Beine zu stellen. Die neu geschaffene European Le Mans Series scheiterte trotz Unterstützung der amerikanischen Schwesterserie, jedoch ist Don Panoz ELMS als direkten Vorläufer der European Le Mans Series des ACO.
Als 2003 ebenfalls die mit der ELMS konkurrierende FIA Sportscar Championship eingestellt wurde, entschied sich der französische Automobilclub ACO selbst eine Rennserie auf die Beine zu stellen. Um die für 2004 geplante Meisterschaft Rennteams und Fahrern schmackhaft zu machen, gewährte der ACO dem jeweiligen Meisterschaftsieger automatisch eine Einladung zum 24-Stunden-Rennen des darauffolgenden Jahres. Eine ähnlich Regelung fand bereits bei der amerikanischen Rennserie von Don Panoz Anwendung.
Das erste Rennen wurde im November 2003 auf dem Circuit Bugatti ausgetragen. Der 1000-km-Lauf war jedoch ein Einzelevent und nicht Teil der Meisterschaft. Im Jahr 2004 umfasste die erste Saison der Serie dann vier Wertungsläufe in Monza, Nürburgring, Silverstone und Spa-Francorchamps, die jeweils über eine Distanz von 1000 km ausgetragen wurden. Im darauffolgenden Jahr wurde ein zusätzlicher Lauf in den Rennkalender aufgenommen. Auf dem neuen Istanbul Park Circuit fand außerdem erstmals ein Rennen außerhalb des europäischen Kontinents statt.
Vor dem Beginn der Saison 2006 erfolgte die Umbenennung der Serie in Le Mans Series, des Weiteren wurde erstmals in Donington und Jarama gefahren. Im vierten Jahr der Meisterschaft nahmen zudem dieselbetriebene Fahrzeuge an den Rennen teil, außerdem fand nach 2005 wieder ein Rennen außerhalb Europas statt. Das Rennen in Brasilien am Ende der Saison wurde erst im Laufe des Jahres zum Rennkalender hinzugefügt.
Nachdem 2007 das Werksteam von Peugeot mehrere Wertungsläufe und den Titel gewonnen hatte, folgte 2008 die Rückkehr von Audi und bot Zuschauern das Zusammentreffen der beiden Prototypen-Werksteams in einer Rennserie. Zudem durften ab 2008 nun serienbasierende GT-Motoren in Fahrzeugen der beiden LMP-Kategorien verbaut werden. Verwendung fand dieses Konzept bislang ausschließlich in einem von Lola entwickelten Prototyp, das 2009 zur Teilnahme des Aston-Martin-Werksteams führte und die Saison 2009 auch zugunsten des Teams entschied.
2010 und 2011 zählen ausgewählte Rennen zum Intercontinental Le Mans Cup. Infolge der international ausgetragenen Meisterschaft wanderten der Großteil der Werksteams in die neue Serie ab. So gewann mit ORECA wieder ein Privatteam die Teamwertung der leistungsstärkeren Prototypenkategorie LMP1. Außerdem wurde der bis dahin im Rahmenprogramm ausgetragene Formula Le Mans Cup als zusätzliche Prototypenklasse integriert. 2011 folgten weitere Umstrukturierungen am Klassenkonzept. So reagierte der ACO auf den Teilnehmerschwund in der bis dahin leistungsstärkeren Gran-Turismo-Klasse GT1. Die Organisatoren spalteten die GT2 in zwei Kategorien. GTE-Am für Amateure mit maximal einem professionellen Fahrer, deren Fahrzeuge mindestens ein Jahr alt sein müssen. Alle anderen Teilnehmer sind in der GTE-Pro startberechtigt. Aber auch die LMP-Wertungen wurden neu überdacht. So sind in der LMP2, nach dem Übergangsjahr 2011, ausschließlich serienbasierende Motoren zugelassen, während in der LMP1 speziell für das Reglement entwickelte Rennmotoren vorbehalten ist.
Nachdem der Intercontinental Le Mans Cup von der FIA zur Sportwagen-Weltmeisterschaft erhoben worden war, folgte eine größere Umstrukturierung der Serie. Organisator Patrick Peter versuchte nun wieder stärker Privatfahrer anzusprechen. Dementsprechend wurde die leistungsstärkere LMP1 nicht erneut ausgeschrieben, dafür eine weitere kostengünstigere GT-Klasse eingeführt. Jedoch scheiterte das Konzept, lediglich 21 Fahrzeuge erschienen zum Saisonauftakt auf dem Circuit Paul Ricard. Davon kein einziges in der neuen GT-Klasse. Das eigentlich folgende Rennen in Zolder wurde abgesagt. Die Teilnehmeranzahl für Donington konnte nicht gesteigert werden und sank stattdessen auf 13 Fahrzeuge. Die folgenden Meisterschaftsläufe wurden gestrichen und Stattdessen bekannt gegeben, dass Petit Le Mans gemeinsam mit der American Le Mans Series auszutragen.
2013 folgte weiterführenden Änderungen. Zunächst wurden die Meisterschaftsläufe auf drei Stunden verkürzt und zum Großteil im Rahmenprogramm der World Series by Renault ausgetragen. Des Weiteren dürfen nun GT3-Fahrzeuge in der Kategorie GTC antreten.

## Meister

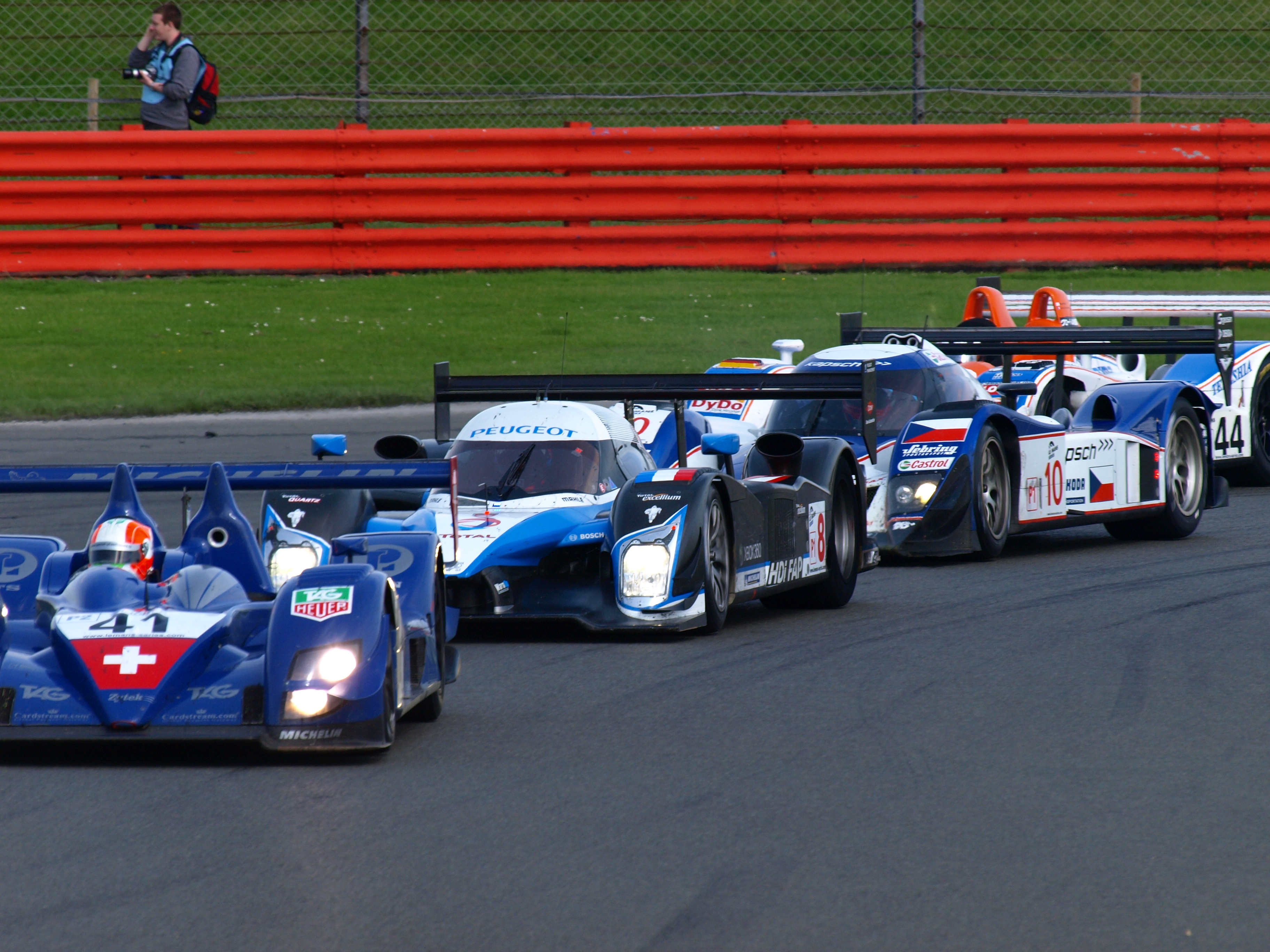
Mehrere LMPs beim 1000-km-Rennen von Silverstone 2008

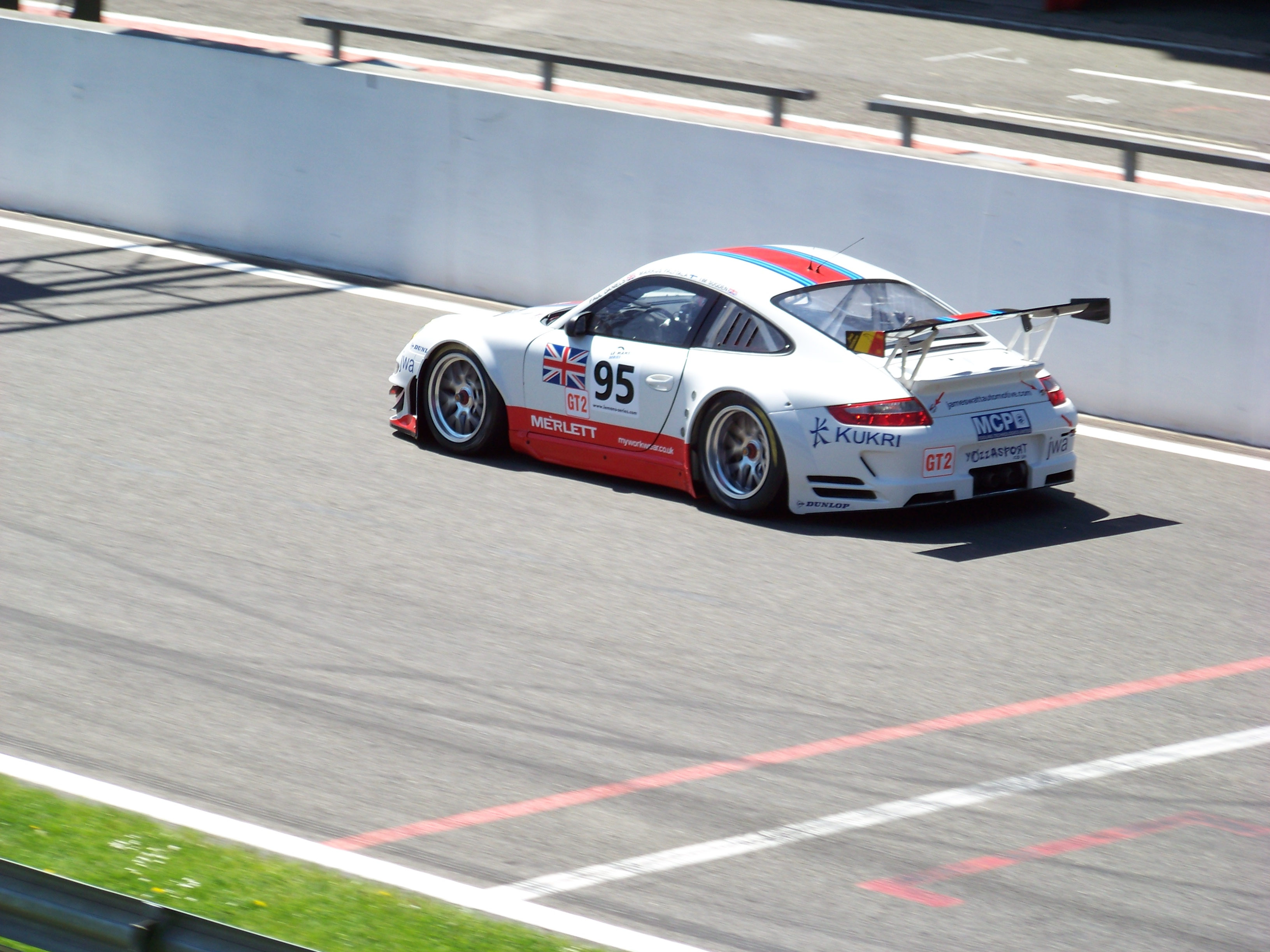
Porsche 997 GT3 RSR von James Watt beim 1000-km-Rennen von Spa 2008

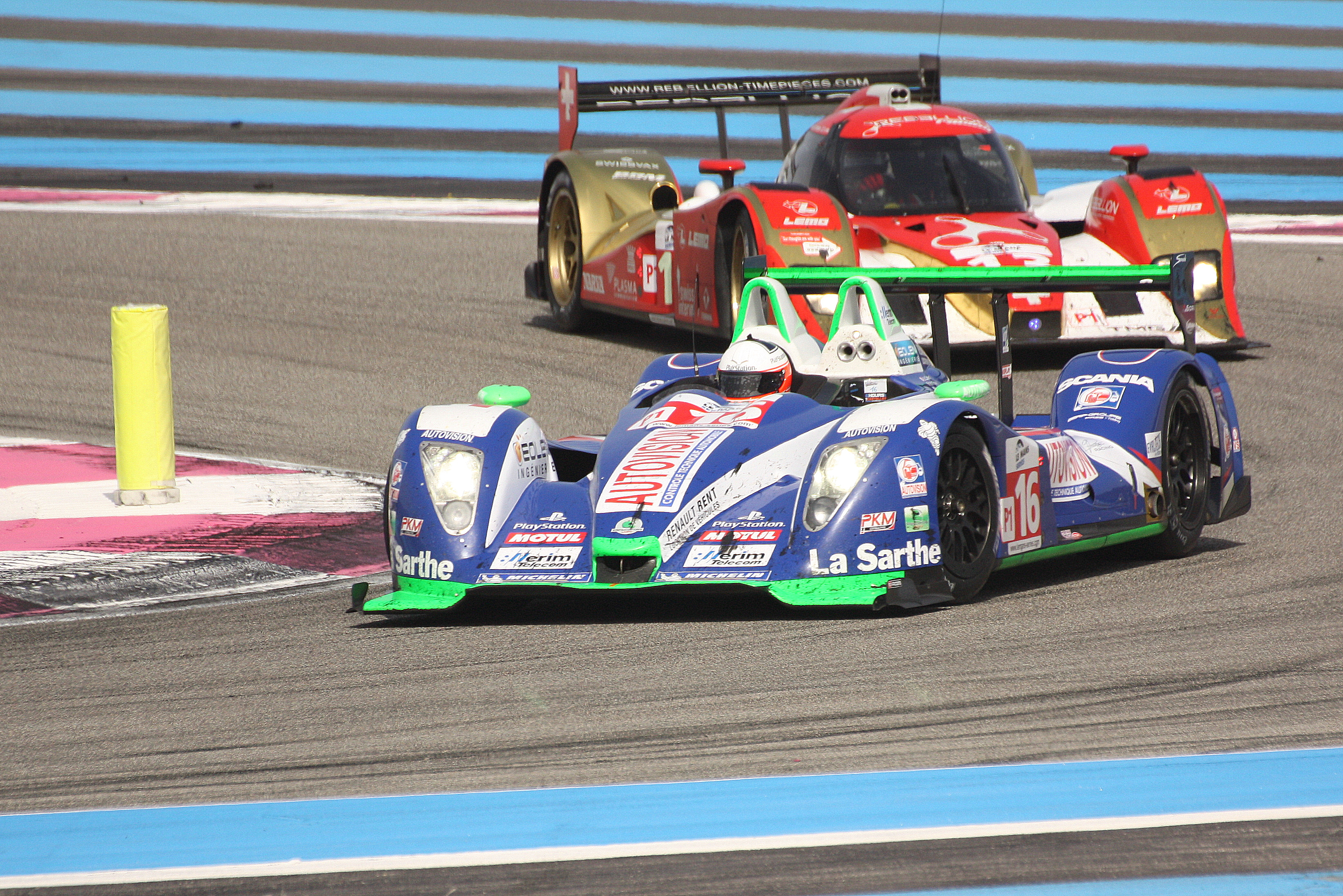
Sieger der Fahrerwertung 2011 Emmanuel Collard vor dem Sieger der Teamwertung Rebellion Racing beim 6-Stunden-Rennen von Castellet

| Jahr | LMP1 Teamwertung                               | LMP2 Teamwertung                           | GTS/GT1 Teamwertung                                   | GT/GT2 Teamwertung                                 |
| Jahr | LMP1 Fahrerwertung                             | LMP2 Fahrerwertung                         | GTS/GT1 Fahrerwertung                                 | GT/GT2 Fahrerwertung                               |
| ---- | ---------------------------------------------- | ------------------------------------------ | ----------------------------------------------------- | -------------------------------------------------- |
| 2004 | Audi Sport UK Veloqx                           | Courage Compétition                        | Larbre Compétition                                    | Sebah Automotive                                   |
| 2004 | Johnny Herbert Jamie Davies                    | Alexander Frei Sam Hancock                 | Pedro Lamy Christophe Bouchut Steve Zacchia           | Roman Russinow                                     |
| 2005 | Pescarolo Sport                                | Chamberlain-Synergy                        | BMS Scuderia Italia                                   | Sebah Automotive                                   |
| 2005 | Jean-Christophe Boullion Emmanuel Collard      | Gareth Evans                               | Michele Bartyan Christian Pescatori Toni Seiler       | Xavier Pompidou Marc Lieb                          |
| 2006 | Pescarolo Sport                                | Barazi-Epsilon                             | Aston Martin Team Larbre                              | Autorlando Sport                                   |
| 2006 | Jean-Christophe Boullion Emmanuel Collard      | Juan Barazi Michael Vergers                | Pedro Lamy Gabriele Gardel Vincent Vosse              | Marc Lieb Joël Camathias                           |
| 2007 | Team Peugeot Total                             | RML                                        | Team ORECA                                            | Virgo Motorsport                                   |
| 2007 | Stéphane Sarrazin Pedro Lamy                   | Mike Newton Thomas Erdos                   | Soheil Ayari Stéphane Ortelli                         | Robert Bell                                        |
| 2008 | Audi Sport Team Joest                          | Van Merksteijn Motorsport                  | Luc Alphand Aventures                                 | Virgo Motorsport                                   |
| 2008 | Alexandre Prémat Mike Rockenfeller             | Jos Verstappen                             | Guillaume Moreau Patrice Goueslard                    | Robert Bell                                        |
| 2009 | Aston Martin Racing                            | Quifel ASM Team                            | Luc Alphand Aventures                                 | Team Felbermayr-Proton                             |
| 2009 | Tomáš Enge Jan Charouz Stefan Mücke            | Miguel Amaral Olivier Pla                  | Yann Clairay Patrice Goueslard                        | Marc Lieb Richard Lietz                            |
| 2010 | Team ORECA Matmut                              | RML                                        | Larbre Compétition                                    | Team Felbermayr-Proton                             |
| 2010 | Stéphane Sarrazin                              | Mike Newton Thomas Erdos                   | Gabriele Gardel Patrice Goueslard                     | Marc Lieb Richard Lietz                            |
| Jahr | LMP1 Teamwertung                               | LMP2 Teamwertung                           | GTE-Pro Teamwertung                                   | GTE-Am Teamwertung                                 |
| Jahr | LMP1 Fahrerwertung                             | LMP2 Fahrerwertung                         | GTE-Pro Fahrerwertung                                 | GTE-Am Fahrerwertung                               |
| 2011 | Rebellion Racing                               | Greaves Motorsport                         | AF Corse                                              | IMSA Performance Matmut                            |
| 2011 | Emmanuel Collard Julien Jousse                 | Karim Ojjeh Tom Kimber-Smith               | Giancarlo Fisichella Gianmaria Bruni                  | Nicolas Armindo Raymond Narac                      |
| 2012 | nicht ausgeschrieben                           | TDS Racing                                 | JMW Motorsport                                        | IMSA Performance Matmut                            |
| 2012 | nicht ausgeschrieben                           | Pierre Thiriet Mathias Beche               | Jonathan Cocker                                       | Nicolas Armindo Raymond Narac Anthony Pons         |
| Jahr | LMP2 Teamwertung                               | LMPC Teamwertung                           | GTE Teamwertung                                       | GTC Teamwertung                                    |
| Jahr | LMP2 Fahrerwertung                             | LMPC Fahrerwertung                         | GTE Fahrerwertung                                     | GTC Fahrerwertung                                  |
| 2013 | Signatech                                      | ORECA                                      | RAM Racing                                            | SMP Racing                                         |
| 2013 | Nelson Panciatici Pierre Ragues                | Gary Hirsch Paul-Loup Chatin               | Johnny Mowlem Matt Griffin                            | Fabio Babini Kirill Ladygin Victor Shaitar         |
| 2014 | Signatech                                      | nicht ausgeschrieben                       | SMP Racing                                            | SMP Racing                                         |
| 2014 | Nelson Panciatici Paul-Loup Chatin Oliver Webb | nicht ausgeschrieben                       | Andrea Bertolini Sergey Zlobin Victor Shaitar         | Olivier Beretta Anton Ladygin David Markozov       |
| Jahr | LMP2 Teamwertung                               | LMP3 Teamwertung                           | GTE Teamwertung                                       | GTC Teamwertung                                    |
| Jahr | LMP2 Fahrerwertung                             | LMP3 Fahrerwertung                         | GTE Fahrerwertung                                     | GTC Fahrerwertung                                  |
| 2015 | Greaves Motorsport                             | Team LNT                                   | Formula Racing                                        | TDS Racing                                         |
| 2015 | Björn Wirdheim Gary Hirsch Jon Lancaster       | Charlie Robertson Chris Hoy                | Andrea Rizzoli Johnny Laursen Mikkel Mac              | Dino Lunardi Eric Dermont Franck Perera            |
| 2016 | G-Drive Racing                                 | United Autosports                          | Aston Martin Racing                                   | nicht ausgeschrieben                               |
| 2016 | Giedo van der Garde Jake Dennis Simon Dolan    | Alex Brundle Christian England Mike Guasch | Alex MacDowall Andrew Howard Darren Turner            | nicht ausgeschrieben                               |
| 2017 | G-Drive Racing                                 | United Autosports                          | JMW Motorsport                                        | nicht ausgeschrieben                               |
| 2017 | Léo Roussel Memo Rojas                         | John Falb Sean Rayhall                     | Jody Fannin Robert Smith                              | nicht ausgeschrieben                               |
| 2018 | G-Drive Racing                                 | RLR MSport                                 | Proton Competition                                    | nicht ausgeschrieben                               |
| 2018 | Andrea Pizzitola Roman Rusinov                 | Job van Uitert John Farano Robert Garofall | Gianluca Roda Giorgio Roda                            | nicht ausgeschrieben                               |
| 2019 | Idec Sport                                     | Eurointernational                          | Luzich Racing                                         | nicht ausgeschrieben                               |
| 2019 | Paul Lafargue Paul-Loup Chatin Memo Rojas      | Mikkel Jensen Jens Petersen                | Fabien Lavergne Nicklas Nielsen Alessandro Pier Guidi | nicht ausgeschrieben                               |
| 2020 | United Autosports                              | United Autosports                          | Dempsey-Proton Racing                                 | nicht ausgeschrieben                               |
| 2020 | Philip Hanson Filipe Albuquerque               | Wayne Boyd Tom Gamble Robert Wheldon       | Christian Ried Michele Beretta Alessio Picariello     | nicht ausgeschrieben                               |
| Jahr | LMP2 Teamwertung                               | LMP2 Pro/Am Teamwertung                    | LMP3 Teamwertung                                      | GTE Teamwertung                                    |
| Jahr | LMP2 Fahrerwertung                             | LMP2 Pro/Am Fahrerwertung                  | LMP3 Fahrerwertung                                    | GTE Fahrerwertung                                  |
| 2021 | Team WRT                                       | G-Drive Racing                             | DKR Engineering                                       | Iron Lynx                                          |
| 2021 | Louis Delétraz Robert Kubica Ye Yifei          | John Falb Rui Andrade                      | Laurents Hörr                                         | Matteo Cressoni Miguel Molina Rino Mastronardi     |
| 2022 | Prema Racing                                   | Racing Team Turkey                         | Cool Racing                                           | Proton Competition                                 |
| 2022 | Ferdinand Habsburg Louis Delétraz              | Charlie Eastwood Salih Yoluç               | Malthe Jakobsen Maurice Smith Michael Benham          | Christian Ried Gianmaria Bruni Lorenzo Ferrari     |
| 2023 | Algarve Pro Racing                             | AF Corse                                   | Cool Racing                                           | Proton Competition                                 |
| 2023 | James Allen Alex Lynn Kyffin Simpson           | François Perrodo Matthieu Vaxivière        | Adrien Chila Alex García Marcos Siebert               | Ryan Hardwick Alessio Picariello Zacharie Robichon |